# RoH 동창생
RoH 동창생(RoH Alumni)는 예전에 RoH에서 활약했던 레슬러들이다.

## RoH 동창생

### 남성 레슬러
- 어비스
- 아담 피어스
- 알렉스 코슬로프
- 알렉스 셸리
- 어메이징 레드
- 에즈리에얼
- 오스틴 에리즈
- 바이오-헤져드
- BJ 휘트머
- 부갈루
- 브라이언 XL
- 브로디 리
- 브라이언 다니엘슨
- 버프 E
- 셸턴 벤자민
- 네크로 부처
- 체드 콜려
- 엘 제네리코
- 찰리 하스
- 라셰 브라운
- 바이슨 스미스
- 네크로 부처
- 에릭 터틀
- 조이 라이언
- 어니 오시리스
- 에릭 스티븐스
- 레트 타이터스
- 라이노
- 핏 핀레이
- 존 데이비스
- 코리 채비스
- 제리 린
- 그리즐리 레드우드
- 프린스 나나
- 캐니 오메가
- 캐니 킹
- 크리스 디바인
- 크리스 세이빈
- 크리스챤 요크
- 크리스토퍼 다니엘스
- CM 펑크
- CW 앤더슨
- 단 메프
- 다니엘 퓨터
- 대니 다니에릇
- 대니 드레이크
- 데에브 크리스트
- 디레인즈드
- 디아블로 산티에이고
- 딕시
- 딜로 브라운
- 돈 주안
- 도나반 모건
- 더그 윌리엄스
- 던
- 페스트 에지
- 고 시오자키
- 그림 리퍼
- 길로틴 리그렌드
- HC 록
- 헤르난데즈
- 휴먼 토네이도
- 이지
- 잭 에반스
- 제이크 크리스트
- 제임스 마리타투
- 제임스 깁슨
- 직쏘
- 지미 제이콥스
- 지미 레이브
- 지미 양
- 조디 플레이스치
- 조엘 멕시모
- 조이 매튜스
- 조이 리안
- 쟈니 캐쉬미어
- 존 왈터스
- 존 데이비스
- 호세 멕시모
- 조쉬 다니엘스
- 쥴리어스 스모크스
- 저스틴 그레더블
- 캐빈 스틴
- 키드 미카제
- 킬러 크루엘
- 클리프 헹거
- 코리 차비스
- 레리 스위니
- 로우키
- 마르코스
- 메이스
- 마사다
- 맷 크로스
- 맷 잭슨
- 맷 스트라이커
- 맷 사이달
- 마이클 셰인
- 믹 폴리
- 마이크 토빈
- 마이키 윕렉
- 몬스타 맥
- 나오미치 마루푸지
- 닉 잭슨
- 나이젤 맥구이니스
- 오만 토텅가
- 폴 런던
- 플레이어 도스
- 플레이어 우노
- 콰이어트 스톰
- 레스케 브라운
- 레이븐
- 리키 레이스
- 리키 스팀보트
- 러커스
- 루디 보이 곤잘레스
- 사모아 죠
- 스캇 앤드류스
- 스콜피오 스카이
- 스캇 로스트
- 신고
- 슬림 J
- 슬러거
- 슬릭 웨그너 브라운
- 선제이 더트
- 스팽키
- 타케시 모리시마
- 탱크 토란드
- 테디 하트
- 트렌트 아시드
- 토니 데비토
- 토니 마말룩
- 타일러 블랙
- 보델 워커
- 사비어
- 잭 고웬

### 여성 레슬러
- 알렉시스 레리
- 엘리슨 원더랜드
- 에이프릴 헌터
- 에리엘
- 제이드 청
- 레이시
- 레디 조조
- 루시
- 메르센데스 마르티네즈
- 미스치프
- 로베카 베이리스
- 심플리 루스시어스
- 수미 사카이
- 트레이시 브룩스
- 트리니티
- 데이지 헤이즈
- 미스 치프
- 사라 델 레이
- 토모카 나카가와